# Recitação

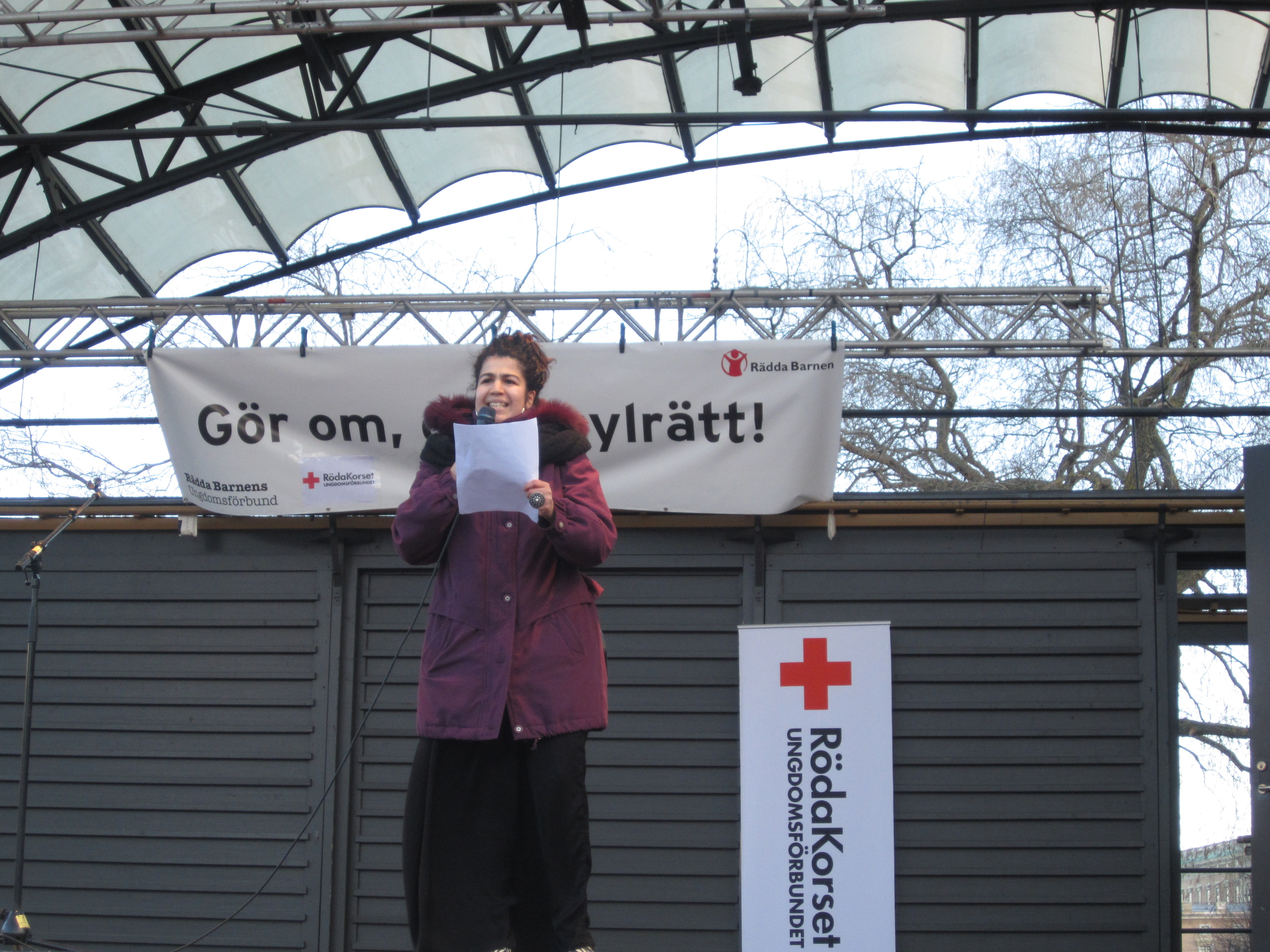
Recitação de um poema em um evento em 2013 contra a política sueca de imigração

A recitação, récita ou declamação (em inglês, spoken word) é uma forma de arte literária ou performance artística em que as letras de músicas, poemas ou histórias são faladas ao invés de cantadas. Pode acontecer em vários contextos – literatura, artes plásticas, música – mas sempre com foco na oralidade.
O spoken word está no limite entre gêneros artísticos.

## História
Ao longo da história, a poesia e as artes ligadas à oralidade foram essenciais para a preservação e celebração de todos os aspetos da condição humana. Poetas, contadores de histórias e trovadores transmitiram sagas, crenças, desejos, tragédias e grandes feitos dos seus povos. Inúmeras manifestações da poesia oral podem ser encontradas em todas as culturas, como os Griôs africanos, o Dub e Toast jamaicanos ou, mais recentemente, o ritmo do hip hop como forma de contracultura e revolta social.
Na década de 1960, a poesia oral tem um momento de renovação protagonizado pela Geração Beat e, no final dos anos 1980, sofre um grande desenvolvimento com a popularização das poetry Slams, criadas em Chicago, nos Estados Unidos.

## Músicos e poetas que usamspoken word
Ordenado por ordem alfabética
| - Adolfo Luxúria Canibal - Alan Kaufman - Allen Ginsberg - Amanda Gorman - Amir Sulaiman - Ani DiFranco - Anis Mojgani - Anne Clark - Anthony Joseph - António Manuel Ribeiro - Athens Boys Choir - Barry White - Beau Sia - Big Poppa E - Billy Childish - BNegão - Bob Holman - Bradley Hathaway - Brother Dash - Buddy Wakefield - Capicua - Carlos Nobre - Cassandra Tribe - Chi Cheng - Douglas A. Martin - Daniel Minchoni - Emanuel Xavier - Evalyn Parry - Emerson Alcalde - GG Allin - Gerard McKeown - Gil Scott-Heron - HKB FiNN - Henry Rollins - Iggy Pop - Jack Kerouac - Jello Biafra - Jerome 'J-Square' Jones - Jesse Glass - Jill Scott | - Jim Morrison - João Villaret - John Cooper Clarke - John Giorno - John M. Bennett - John Most - John S. Hall - Jonas Samaúma - Ken Nordine - Laurie Anderson - Lenelle Moise - Leo Ferré - Lurdez da Luz - Lydia Lunch - Maria Bethânia - Mark E. Smith - Mighty Mike McGee - Miranda July - Patti Smith - Richard Kostelanetz - Roger Bonair-Agard - Saul Williams - Steve Connell - Steve Scott - Talib Kweli - Taylor Mali - The Last Poets - Timothy 'Speed' Levitch - Tony Tremblay - Ursula Rucker - Varg Vikernes - Vitor Brauer - William S. Burroughs |